# Craugastor omoaensis
Espèce
Synonymes
- Eleutherodactylus omoaensis McCranie & Wilson, 1997

Statut de conservation UICN

 EX  : Éteint
Craugastor omoaensis est une espèce d'amphibiens de la famille des Craugastoridae.

## Répartition
Cette espèce est endémique du département de Cortés au Honduras. Elle se rencontre dans la Sierra de Omoa, entre 760 et 1 150 m d'altitude.

## Étymologie
Son nom d'espèce, composé de omoa et du suffixe latin -ensis, « qui vit dans, qui habite », lui a été donné en référence au lieu de sa découverte.

## Publication originale
- McCranie & Wilson, 1997 : A review of the Eleutherodactylus milesi-like frogs (Anura, Leptodactylidae) from Honduras with the description of four new species. Alytes, vol. 14, no 4, p. 147-174.